# Pierce the Veil/Diskografie
Diese Diskografie ist eine Übersicht über die musikalischen Werke der US-amerikanischen Post-Hardcore-Band Pierce the Veil. Den Schallplattenauszeichnungen zufolge konnte die Band weltweit mehr als 9,1 Millionen Exemplare verkaufen. Ihre erfolgreichste Veröffentlichung ist die Single King for a Day mit über 2,5 Millionen verkauften Exemplaren.

## Alben

### Studioalben
| Jahr | Titel Musiklabel                              | Höchstplatzierung, Gesamtwochen, AuszeichnungChartplatzierungen (Jahr, Titel, Musiklabel, Platzierungen, Wochen, Auszeichnungen, Anmerkungen) | Höchstplatzierung, Gesamtwochen, AuszeichnungChartplatzierungen (Jahr, Titel, Musiklabel, Platzierungen, Wochen, Auszeichnungen, Anmerkungen) | Höchstplatzierung, Gesamtwochen, AuszeichnungChartplatzierungen (Jahr, Titel, Musiklabel, Platzierungen, Wochen, Auszeichnungen, Anmerkungen) | Höchstplatzierung, Gesamtwochen, AuszeichnungChartplatzierungen (Jahr, Titel, Musiklabel, Platzierungen, Wochen, Auszeichnungen, Anmerkungen) | Anmerkungen |
| Jahr | Titel Musiklabel                              | DE | UK | US | Rock | Anmerkungen |
| ---- | --------------------------------------------- | --- | --- | --- | --- | --- |
| 2007 | A Flair for the Dramatic Equal Vision Records | — | — | — | — | Erstveröffentlichung: 26. Juni 2007                                                                              |
| 2010 | Selfish Machines Equal Vision Records         | — | — | US106 Gold · (2 Wo.)US | Rock31 (1 Wo.)Rock | Erstveröffentlichung: 21. Juni 2010 Neuauflage 2013; Verkäufe: + 500.000                                         |
| 2012 | Collide with the Sky Fearless Records         | — | UK— GoldUK | US12 Gold · (16 Wo.)US | Rock1 (16 Wo.)Rock | Erstveröffentlichung: 17. Juli 2012 Neuauflage mit This Is a Wasteland am 25. November 2013; Verkäufe: + 600.000 |
| 2016 | Misadventures Fearless Records                | DE98 (1 Wo.)DE | UK17 (1 Wo.)UK | US4 (5 Wo.)US | Rock1 (14 Wo.)Rock | Erstveröffentlichung: 13. Mai 2016 Verkäufe: + 105.000                                                           |
| 2023 | The Jaws of Life Fearless Records             | — | UK43 (1 Wo.)UK | US14 (1 Wo.)US | Rock3 (1 Wo.)Rock | Erstveröffentlichung: 10. Februar 2023 Verkäufe: ~20.000                                                         |

### EPs
| Jahr | Titel Musiklabel                               | Anmerkungen                           |
| ---- | ---------------------------------------------- | ------------------------------------- |
| 2017 | Today I Saw the Whole World a Fearless Records | Erstveröffentlichung: 6. Oktober 2017 |

## Singles
| Jahr | Titel Album                                 | Höchstplatzierung, Gesamtwochen, AuszeichnungChartplatzierungen (Jahr, Titel, Album, Platzierungen, Wochen, Auszeichnungen, Anmerkungen) | Höchstplatzierung, Gesamtwochen, AuszeichnungChartplatzierungen (Jahr, Titel, Album, Platzierungen, Wochen, Auszeichnungen, Anmerkungen) | Höchstplatzierung, Gesamtwochen, AuszeichnungChartplatzierungen (Jahr, Titel, Album, Platzierungen, Wochen, Auszeichnungen, Anmerkungen) | Höchstplatzierung, Gesamtwochen, AuszeichnungChartplatzierungen (Jahr, Titel, Album, Platzierungen, Wochen, Auszeichnungen, Anmerkungen) | Anmerkungen                                                                  |
| Jahr | Titel Album                                 | DE | UK | US | Rock | Anmerkungen                                                                  |
| --- | ------------------------------------------- | --- | --- | --- | --- | ---------------------------------------------------------------------------- |
| 2010 | Caraphernelia Selfish Machines              | — | — | US— PlatinUS | — | Erstveröffentlichung: 7. Juni 2010 feat. Jeremy McKinnon Verkäufe: 1.000.000 |
| 2010 | Bulletproof Love Selfish Machines           | — | — | US— PlatinUS | — | Erstveröffentlichung: 22. Juni 2010 Verkäufe: 1.000.000                      |
| 2012 | King for a Day Collide with the Sky         | — | UK– b GoldUK | US— ×2DoppelplatinUS | Rock37 (2 Wo.)Rock | Erstveröffentlichung: 5. Juni 2012 feat. Kellin Quinn Verkäufe: 2.595.000    |
| 2012 | Bulls in the Bronx Collide with the Sky     | — | — | US— PlatinUS | — | Erstveröffentlichung: 26. Juni 2012 Verkäufe: 1.000.000                      |
| 2012 | Hell Above Collide with the Sky             | — | — | US— GoldUS | — | Erstveröffentlichung: 21. Dezember 2012 Verkäufe: 500.000                    |
| 2015 | The Divine Zero Misadventures               | — | — | — | Rock21 (1 Wo.)Rock | Erstveröffentlichung: 18. Juni 2015                                          |
| 2016 | Texas is Forever Misadventures              | — | — | — | Rock33 (1 Wo.)Rock | Erstveröffentlichung: 24. März 2016                                          |
| 2016 | Circles Misadventures                       | — | — | US— GoldUS | Rock32 (3 Wo.)Rock | Erstveröffentlichung: 26. April 2016 Verkäufe: 500.000                       |
| 2022 | Pass the Nirvana The Jaws of Life           | — | — | — | Rock24 (1 Wo.)Rock | Erstveröffentlichung: 1. September 2022                                      |
| 2022 | Emergency Contact The Jaws of Life          | — | — | — | Rock46 (1 Wo.)Rock | Erstveröffentlichung: 11. November 2022                                      |
| 2023 | Even When I’m Not with You The Jaws of Life | — | — | — | — | Erstveröffentlichung: 12. Januar 2023                                        |
| 2023 | So Far So Fake The Jaws of Life             | — | UK62 c (… Wo.)UK | US73 c (… Wo.)US | Rock8 c (… Wo.)Rock | Erstveröffentlichung: 10. Februar 2023                                       |
| Folgende Lieder erschienen nicht als Single, wurden aber durch das Album zum Download und Streaming bereitgestellt und konnten somit eine Platzierung erlangen: |                                             | | | | |                                                                              |
| |                                             | | | | |                                                                              |
| 2016 | Floral & Fading Misadventures               | — | — | — | Rock43 (1 Wo.)Rock |                                                                              |
| 2016 | Dive In Misadventures                       | — | — | — | Rock44 (1 Wo.)Rock |                                                                              |
| 2023 | Death of an Executioner The Jaws of Life    | — | — | — | Rock43 (1 Wo.)Rock |                                                                              |

## Videoalben und Musikvideos

### Videoalben
| Jahr | Titel Musiklabel                       | Höchstplatzierung, Gesamtwochen, AuszeichnungChartplatzierungen (Jahr, Titel, Musiklabel, Platzierungen, Wochen, Auszeichnungen, Anmerkungen) | Höchstplatzierung, Gesamtwochen, AuszeichnungChartplatzierungen (Jahr, Titel, Musiklabel, Platzierungen, Wochen, Auszeichnungen, Anmerkungen) | Höchstplatzierung, Gesamtwochen, AuszeichnungChartplatzierungen (Jahr, Titel, Musiklabel, Platzierungen, Wochen, Auszeichnungen, Anmerkungen) | Höchstplatzierung, Gesamtwochen, AuszeichnungChartplatzierungen (Jahr, Titel, Musiklabel, Platzierungen, Wochen, Auszeichnungen, Anmerkungen) | Anmerkungen                             |
| Jahr | Titel Musiklabel                       | DE | UK | US | Rock | Anmerkungen                             |
| ---- | -------------------------------------- | --- | --- | --- | --- | --------------------------------------- |
| 2013 | This Is a Wasteland c Fearless Records | — | — | US62 (6 Wo.)US | — | Erstveröffentlichung: 11. November 2013 |

### Musikvideos
| Jahr | Titel                               | Regie             | Länge | Anmerkungen                            |
| ---- | ----------------------------------- | ----------------- | ----- | -------------------------------------- |
| 2007 | Currents Convulsive                 | Jeremy E. Jackson | 3:37  | erstes Musikvideo                      |
| 2008 | Yeah Boy and Doll Face              | Nate Weaver       | 4:06  | zweites Musikvideo                     |
| 2009 | Chemical Kids and Mechanical Brides | Nate Weaver       | 3:44  | drittes Musikvideo                     |
| 2010 | Caraphernelia                       | Robby Starbuck    | 4:28  | viertes Musikvideo                     |
| 2011 | Bulletproof Love                    | Dan Dobi          | 4:00  | fünftes Musikvideo                     |
| 2011 | Just the Way You Are                | The Video Mouse   | 3:49  | sechstes Musikvideo (Performance-Clip) |
| 2012 | King for a Day                      | Drew Russ         | 4:54  | siebtes Musikvideo                     |
| 2012 | Hell Above                          | –                 | 5:26  | achtes Musikvideo (Live-Ausschnitte)   |
| 2013 | Bulls in the Bronx                  | Drew Russ         | 4:48  | neuntes Musikvideo                     |
| 2016 | Circles                             | Drew Russ         | 5:15  | zehntes Musikvideo                     |
| 2016 | Dive In                             | –                 | 4:52  | elftes Musikvideo Live-Ausschnitte     |
| 2017 | Floral & Fading                     | Ethan Lader       | 4:24  | zwölftes Musikvideo                    |
| 2017 | Today I Saw the Whole World         | Dan Fusselman     | 3:47  | 13. Musikvideo                         |

## Autorenbeteiligungen
| Jahr | Titel                  | Co-Songwriter             | Interpretation | Album                         |
| ---- | ---------------------- | ------------------------- | -------------- | ----------------------------- |
| 2013 | See You On the Outside | Beau Bokan                | Blessthefall   | Hollow Bodies                 |
| 2013 | A Love Like War        | Alex Gaskarth, Mike Green | All Time Low   | Don’t Panic: It’s Longer Now! |

## Sonderveröffentlichungen
Samplerbeiträge
- 2007: Change (Lied: I’d Rather Die Than Be Famous)
- 2008: New Sounds (Lieder: I’d Rather Die Than Be Famous [CD] Yeah Boy and Doll Face [DVD])
- 2008: Warped Tour 2008 Compilation (Lied: Currents Convulsive)
- 2008: Jawsome Summer Sampler (Lied: Currents Convulsive)
- 2010: Warped Tour 2010 Compilation (Lied: Caraphernelia)
- 2010: Punk Goes Classic Rock (Lied: (Don’t) Fear the Reaper)
- 2011: Punk Goes Pop 4 (Lied: Just the Way You Are)
- 2015: Warped Tour 2015 Compilation (Lied: A Match Into Water)
- 2015: Warped Tour 2015 Compilation (Lied: A Match Into Water)
- 2017: Green Day: The Early Years (exklusiv bei Spotify; Lied: Coming Clean; Cover von Green Day)

## Statistik

### Chartauswertung
|                     | DE    | UK    | US    | Rock      |
| ------------------- | ----- | ----- | ----- | --------- |
| Nummer-eins-Alben   | DE—DE | UK—UK | US—US | Rock2Rock |
| Top-10-Alben        | DE—DE | UK—UK | US1US | Rock3Rock |
| Alben in den Charts | DE1DE | UK2UK | US4US | Rock4Rock |

|                       | DE    | UK    | US    | Rock       |
| --------------------- | ----- | ----- | ----- | ---------- |
| Nummer-eins-Singles   | DE—DE | UK—UK | US—US | Rock—Rock  |
| Top-10-Singles        | DE—DE | UK—UK | US—US | Rock1Rock  |
| Singles in den Charts | DE—DE | UK1UK | US1US | Rock10Rock |

|                          | DE    | UK    | US    | Rock      |
| ------------------------ | ----- | ----- | ----- | --------- |
| Nummer-eins-Videoalben   | DE—DE | UK—UK | US—US | Rock—Rock |
| Top-10-Videoalben        | DE—DE | UK—UK | US—US | Rock—Rock |
| Videoalben in den Charts | DE—DE | UK—UK | US1US | Rock—Rock |

### Auszeichnungen für Musikverkäufe
| Goldene Schallplatte - Brasilien - 2024: für die Single King for a Day - Neuseeland - 2023: für die Single King for a Day - Vereinigte Staaten - 2025: für das Lied Hold On Till May | Platin-Schallplatte - Australien - 2024: für die Single King for a Day - Kanada - 2022: für die Single King for a Day - Vereinigte Staaten - 2024: für das Lied A Match Into Water |

Anmerkung: Auszeichnungen in Ländern aus den Charttabellen bzw. Chartboxen sind in ebendiesen zu finden.
| Land/RegionAuszeichnungen für Musikverkäufe (Land/Region, Auszeichnungen, Verkäufe, Quellen) | Gold     | Platin     | Verkäufe  | Quellen             |
| -------------------------------------------------------------------------------------------- | -------- | ---------- | --------- | ------------------- |
| Australien (ARIA)                                                                            | —        | Platin1    | 70.000    | aria.com.au         |
| Brasilien (PMB)                                                                              | Gold1    | —          | 30.000    | pro-musicabr.org.br |
| Kanada (MC)                                                                                  | —        | Platin1    | 80.000    | musiccanada.com     |
| Neuseeland (RMNZ)                                                                            | Gold1    | —          | 15.000    | radioscope.co.nz    |
| Vereinigte Staaten (RIAA)                                                                    | 5× Gold5 | 6× Platin6 | 8.500.000 | riaa.com            |
| Vereinigtes Königreich (BPI)                                                                 | 2× Gold2 | —          | 500.000   | bpi.co.uk           |
| Insgesamt                                                                                    | 9× Gold9 | 8× Platin8 |           |                     |